# Konståret 1861

## Händelser

### Okänt datum
- Paul Cézanne och hans vän Émile Zola anländer till Paris.
- Berthe Morisot blir lärjunge hos Jean-Baptiste-Camille Corot

## Verk
- Lawrence Alma-Tadema – The Education of the Children of Clovis
- Carl von Piloty – Nero vid Roms brand

## Födda
- 6 januari - Pelle Hedman (död 1933), svensk bildkonstnär.
- 26 januari - Louis Anquetin (död 1932), fransk målare.
- 15 februari - Robert Lundberg (död 1903), svensk konstnär.
- 26 februari - Fanny Brate (död 1940), svensk konstnär.
- 17 mars - Charles Laval (död 1894), fransk målare verksam inom syntetismen.
- 8 april - Aristide Maillol (död 1944), fransk målare och skulptör.
- 9 april - Sir Charles Holroyd (död 1917), engelsk konstnär.
- 13 juli - Gottfrid Kallstenius (död 1943), svensk konstnär och professor.
- 9 augusti - John William Godward (död 1922), brittisk konstnär.
- 3 september - Elin Danielson-Gambogi (död 1919), finlandssvensk konstnär.
- 4 oktober - Frederic Remington (död 1909), amerikansk målare.
- 10 oktober - Anna Casparsson (död 1961), svensk pianist och textilkonstnär.
- 30 oktober - Antoine Bourdelle (död 1929), fransk skulptör.
- okänt datum - Axel Holm (död 1935), svensk konstnär.
- okänt datum - Elin Alfhild Nordlund (död 1941), finlandssvensk bildkonstnär.

## Avlidna
- 9 februari - Francis Danby (född 1793), irländsk landskapsmålare.
- 21 maj - Benjamin Paul Akers (född 1825), amerikansk skulptör.
- 17 augusti - Johann David Passavant (född 1787), tysk målare, kurator och konstnär.
- 14 april - Utagawa Kuniyoshi (född 1797), japansk ukiyo-e-konstnär.
- okänt datum - Ferdinand Deppe (född 1794), tysk målare.